# Winand Gellner
Winand Gellner (* 1955) ist ein deutscher Politikwissenschaftler und Professor am Lehrstuhl für Politikwissenschaft der Universität Passau.

## Leben
Das Lehramtsstudium schloss Gellner 1981 mit dem Staatsexamen ab. Ab 1982 war er Wissenschaftlicher Angestellter an der Universität Trier im Fachbereich Politikwissenschaft bei Erwin Faul. 1984 war er zu einem Forschungsaufenthalt in London. Im Jahr 1987 erfolgte seine Promotion zum Dr. phil. im Hauptfach Politikwissenschaft und den Nebenfächern Neuere deutsche Literaturwissenschaft und Ältere deutsche Philologie mit einer Arbeit zum Thema „Ordnungspolitik im Fernsehwesen. Politische Rahmen- und Entwicklungsbedingungen in der Bundesrepublik Deutschland und Großbritannien“. Im Jahr 1989 war er als Fulbright-Fellow im American Studies Program an der New York University und 1990 an der University of California, Berkeley. Im Jahr 1997 folgte er einem Ruf auf einen Lehrstuhl für Politikwissenschaft an der Universität Passau, den er bis zu seiner Emeritierung innehatte.

## Publikationen
- Winand Gellner, Armin Glatzmeier (2004): Macht und Gegenmacht. Einführung in die Regierungslehre.